# NGC 1610
NGC 1610 est une entrée du New General Catalogue qui concerne un corps céleste perdu ou inexistant,. Cet objet a été enregistré par l'astronome américain Francis Leavenworth en 1886 dans la constellation de l'Éridan.
Notons que les bases de données NASA/IPAC Extragalactic Database (NED), Simbad et LEDA diffèrent d'opinion sur ce sujet. Selon celles-ci, NGC 1610 est la galaxie PGC 15543. Pour compliquer encore les choses, NED prétend que NGC 1610 et NGC 1619 sont une seule et même galaxie. Pour ajouter à la complexité de l'histoire de la découverte de NGC 1610, le professeur Seligman rapporte qu'elle est peut-être un doublon de NGC 1599.

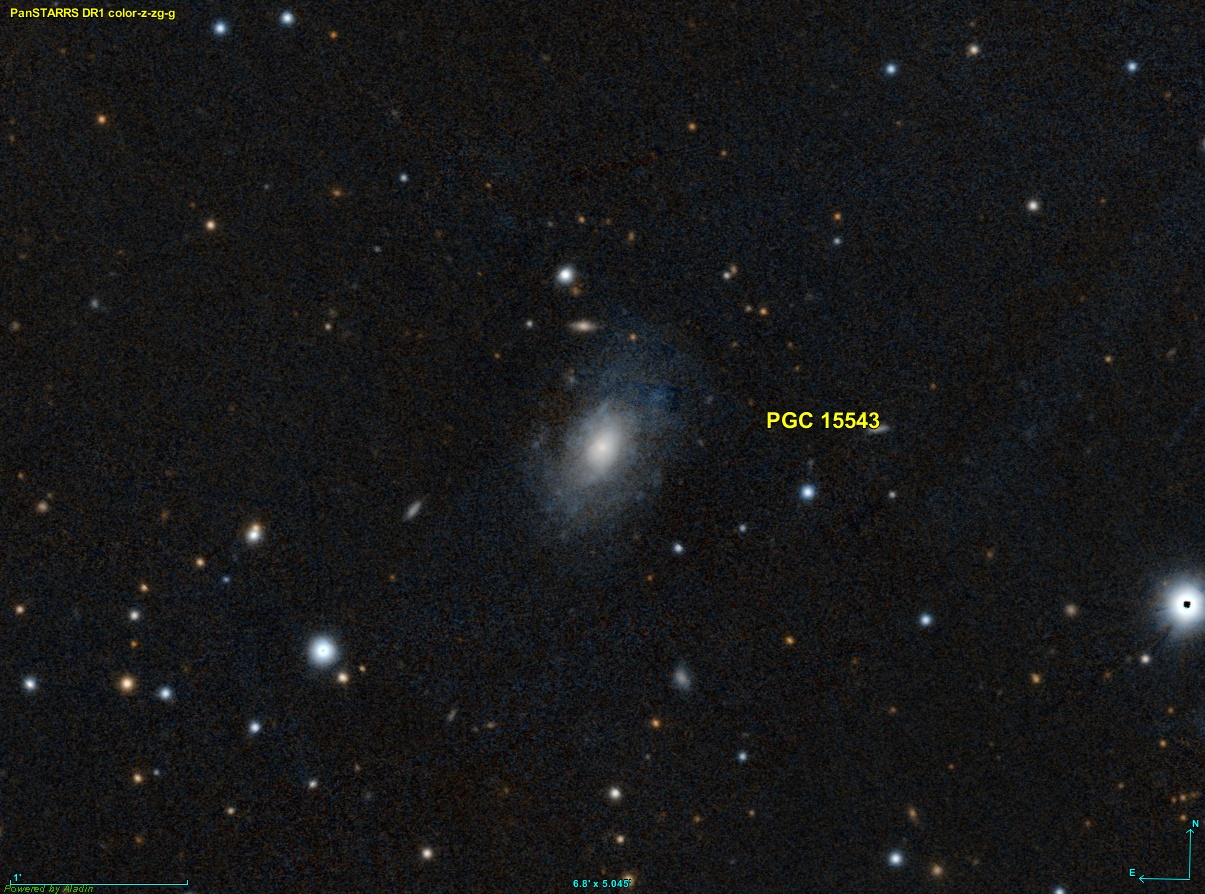
Selon Simbad, NGC 1610 est la galaxie PGC 15543.